# Fuga de carbono
A fuga de carbono ocorre quando há um aumento nas emissões de gases de efeito estufa em um país como consequência da redução de emissões por um segundo país com uma política climática rígida.
A fuga de carbono pode ocorrer por vários motivos:
- Se a política de emissões de um país aumenta os custos locais, outro país com uma política mais relaxada pode ter uma vantagem comercial. Se a demanda por esses bens permanecer a mesma, a produção pode ser transferida para o exterior para o país mais barato com padrões de controle mais baixos, e as emissões globais não serão reduzidas.
- Se as políticas ambientais em um país adicionam um sobrepreço a certos combustíveis ou commodities, então a demanda pode diminuir e o preço dos produtos pode cair. Os países que não sobretaxam esses itens podem então atender à demanda e usar o mesmo suprimento, cancelando quaisquer benefícios.

Não há consenso sobre a magnitude dos efeitos da fuga de carbono no longo prazo. Esse tema é importante para o problema das mudanças climáticas.
A fuga de carbono é um tipo de efeito de transbordamento. Os efeitos de transbordamento podem ser positivos ou negativos; por exemplo, a política de redução de emissões pode levar a desenvolvimentos tecnológicos que auxiliam as reduções fora da área dessa política.
"A fuga de carbono é definida como o aumento de emissões de carbono fora dos países que realizam ações de mitigação doméstica dividido pela redução nas emissões desses países." É expresso em porcentagem e pode ser maior ou menor que 100%.
A fuga de carbono pode ocorrer por meio de mudanças nos padrões de comércio, e isso às vezes é medido como o saldo de emissões embutidas no comércio (BEET).

## Políticas atuais
As estimativas das taxas de fuga de carbono no marco das ações do Protocolo de Kyoto variaram de 5 a 20% como resultado da perda de competitividade de preços, mas essas taxas são vistas como muito incertas. Para as indústrias de uso intensivo de energia, os efeitos benéficos das ações do Anexo I do protocolo, por meio do desenvolvimento tecnológico, foram considerados substanciais. Esse efeito benéfico, no entanto, não tinha sido quantificado de forma confiável. Com evidências empíricas, pesquisadores concluíram que as perdas competitivas das ações de mitigação então vigentes, por exemplo, o Regime Comunitário de Licenças de Emissão da União Europeia (EU ETS), não foram significativas.
Políticas recentes de emissões norte-americanas, como a Iniciativa Regional de Gás de Efeito Estufa e a Iniciativa Climática Ocidental, estão procurando maneiras de medir e equalizar o preço das "importações" de energia que entram em sua região comercial.
Para lidar com o problema da fuga de carbono, a Comissão Europeia apresentou uma proposta, no contexto do Acordo Verde europeu, de criar o Mecanismo de Ajustamento das Emissões de Carbono nas Fronteiras (CBAM, na sigla em inglês), onerando produtos que tenham sido produzidos fora da União Europeia e explicitando as emissões embutidas em sua produção. A medida não avançou e segue em discussão pelo Parlamento Europeu.